# Arno Hassenpflug
Arno Hassenpflug (* 2. März 1907 in Oberhausen, Deutschland; † 6. Mai 1954 in Wiesbaden) war ein deutscher Schauspieler bei Bühne und Film.

## Leben und Wirken
Hassenpflug hatte Ende der 1920er Jahre eine Schauspielausbildung erhalten und anschließend seinen Einstand am Städtischen Schauspielhaus Essen gegeben. Von 1932 bis 1934 war er am Stadttheater von Osnabrück engagiert, seit 1935 gehörte Hassenpflug dem Ensemble des Hessischen Staatstheaters Wiesbaden an. Hier setzte man ihn zunächst in dem Rollenfach des jugendlichen Helden und Liebhabers ein. Er spielte in klassischen wie modernen Stücken, in dem Zuckmayer-Drama Des Teufels General ebenso wie in einer Ambesser-Komödie.
In der Spätphase seines künstlerischen Schaffens trat Hassenpflug mit kleinen Rollen auch dreimal vor Filmkameras. Bei dem kurzen Dokumentarfilm Alte Liebe zu Frankfurt am Main und zu seinem Kurgarten Bad Homburg trat der Oberhausener 1951 überdies als einer von drei Off-Sprechern in Erscheinung. Arno Hassenpflug verstarb 47-jährig an den Folgen einer Herzthrombose.

## Filmografie (komplett)
- 1950: Wenn eine Frau liebt
- 1953: Staatsanwältin Corda
- 1954: Rosen aus dem Süden

## Einzelnachweis
1. ↑  Deutsches Bühnen-Jahrbuch, Jahrgang 1955. S. 86 (Nachruf)

| Personendaten    | Personendaten                             |
| ---------------- | ----------------------------------------- |
| NAME             | Hassenpflug, Arno                         |
| KURZBESCHREIBUNG | deutscher Schauspieler bei Bühne und Film |
| GEBURTSDATUM     | 2. März 1907                              |
| GEBURTSORT       | Oberhausen, Deutschland                   |
| STERBEDATUM      | 6. Mai 1954                               |
| STERBEORT        | Wiesbaden                                 |